# St.-Cyriaci-Kirche (Dorste)

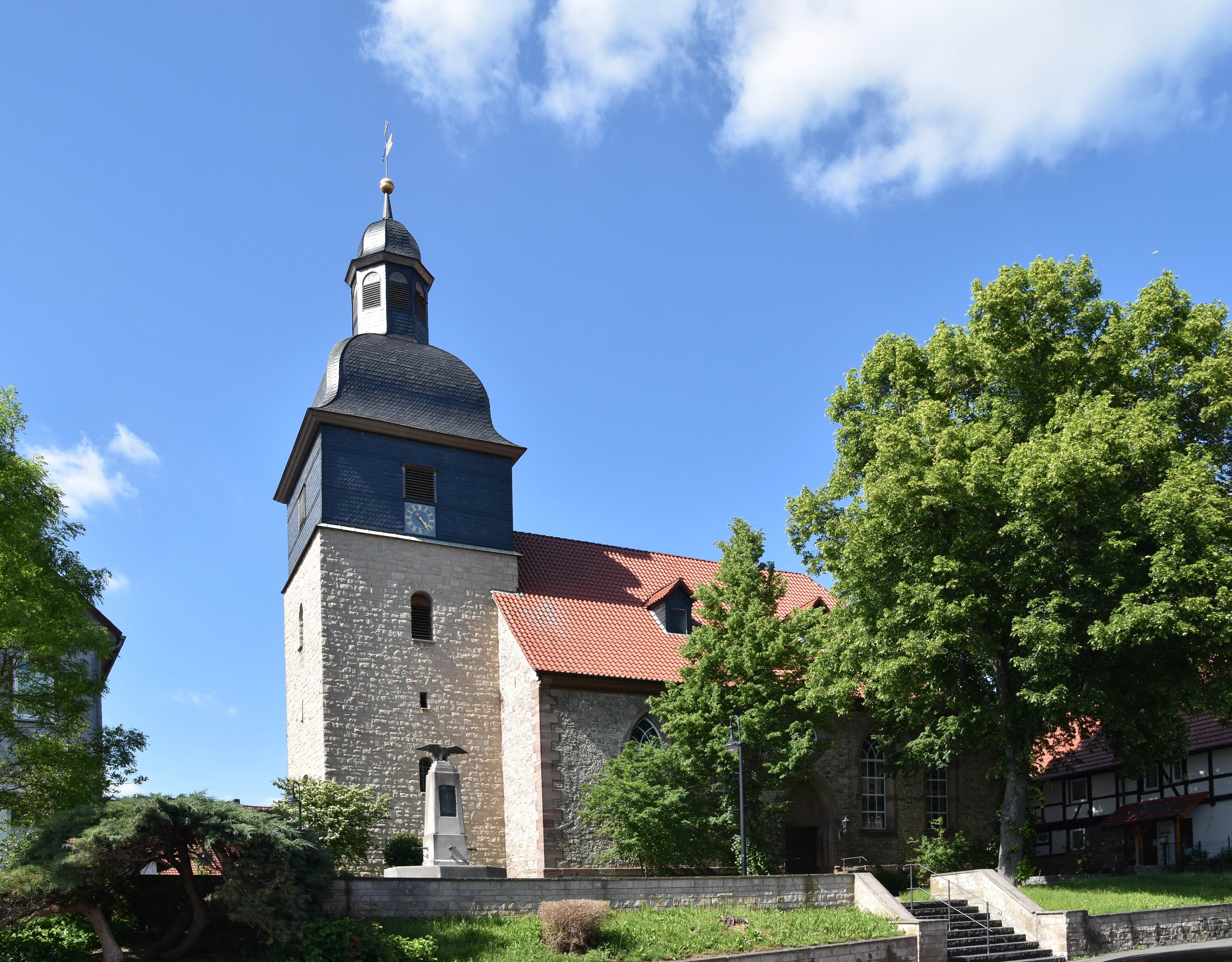
St.-Cyriaci-Kirche

Die St.-Cyriaci-Kirche ist eine evangelisch-lutherische Kirche im Ortsteil Dorste der Stadt Osterode am Harz. Die Kirchengemeinde gehört zum Kirchenkreis Harzer Land der Evangelisch-lutherischen Landeskirche Hannovers. Sie ist, wie schon die Vorgängerkirche, nach dem Heiligen Cyriacus, einem der vierzehn Nothelfer, benannt.

## Geschichte
Der ursprüngliche Kirchenbau stammt aus der Zeit um 1250. 1351 wird mit dem Plebanus Friedericus der erste Pfarrer an der Kirche erwähnt.
Das Kirchenpatronat hatten zunächst die Edelherren von Plesse inne. 1299 ging es auf das Kloster Höckelheim über, später auf den Landgrafen von Hessen und schließlich bis 1871 auf den jeweiligen Landesherrn.
Die heutige Bruchsteinkirche wurde in den Jahren 1822 bis 1824 errichtet und am 24. Oktober 1824 eingeweiht. 1951, 1986 und 2003 fanden umfangreiche Renovierungsarbeiten am Kirchturm statt.